# Aldea de San Miguel
Aldea de San Miguel település Spanyolországban, Valladolid tartományban. Aldea de San Miguel Megeces, Mojados, La Pedraja de Portillo és Portillo, Valladolid községekkel határos. Lakosainak száma 218 fő (2024).

## Népesség
A település lakosságának változását az alábbi diagram mutatja:
| Lakosok száma | 224  | 212  | 223  | 229  | 235  | 234  | 232  | 224  | 214  | 218  |
|               | 2001 | 2004 | 2007 | 2009 | 2012 | 2014 | 2017 | 2019 | 2022 | 2024 |